# Rapsodie norvégienne
La Rapsodie norvégienne est une œuvre symphonique d'Édouard Lalo composée en 1879.
Cette rapsodie est la réinstrumentation de la Fantaisie norvégienne pour violon et orchestre, partition précédente de Lalo, utilisant des airs populaires norvégiens.

Elle fut créée avec un grand succès aux Concerts Colonne (tout en étant dédiée à Édouard Colonne leur fondateur) le 16 octobre 1879 et redonnée le 9 novembre suivant.
Elle est écrite en deux mouvements :
1. Andantino - Allegretto
2. Presto[1].